# Graf Mark und die Prinzessin von Nassau-Usingen

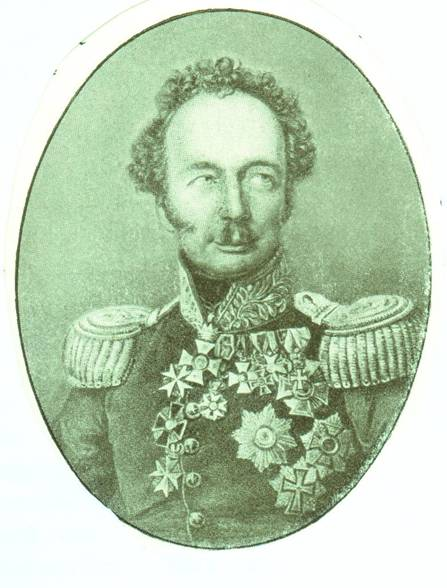
Graf Mark
als Kommandeur eines württembergischen Jäger-Regiments zu Pferd

Graf Mark und die Prinzessin von Nassau-Usingen ist eine tragische Biographie von Ricarda Huch, die 1925 in Leipzig erschien.

## Historie
Leutnant Mark – der spätere Graf Mark – ist Friedrich Wilhelm von Bismarck. Er heiratet Augusta Amalia (1778–1846), geschiedene Landgräfin von Hessen-Homburg. Diese stellt Ricarda Huch auf der ersten Seite im Text als Prinzessin Auguste von Nassau-Usingen vor. Augustes Vater ist Friedrich August von Nassau-Usingen. Graf Marks zweite Frau ist  Amalie Julie Thibaut (* 4. Juli 1824 in Steinbach bei Baden-Baden; † 6. September 1918 in Mariafeld am Zürichsee).

## Inhalt
Die Handlung der kleinen Erzählung reicht von 1803 bis 1858.
1803: Im nächtlichen Schlosspark Bieberich gestehen sich Leutnant Mark und Prinzessin Auguste von Nassau-Usingen ihre Liebe.
1804: Am Vorabend von Augustes Hochzeit mit dem Prinzen von Hessen-Homburg beteuert Mark der Braut, er werde sie immer lieben.
Acht Monate später: Auguste trifft sich mit Mark. Die Mutter hat nur fünf Minuten gestattet. Das Liebespaar herzt und küsst sich.
1807: Auguste heiratet Mark in einer nicht benannten Kleinstadt und lebt mit ihm in der Nähe von Frankfurt am Main.
1812: Mit der geschlagenen napoleonischen Armee – das Königreich Württemberg kämpft auf Seiten der Franzosen – gelingt dem verwundeten Mark die Rückkehr nach Deutschland.
1813: Auguste und der sich auf eine Krücke stützende Mark feiern bei Frankfurt drei Tage lang ihr glückliches Wiedersehen.
1835: Graf Mark und Gräfin Auguste leben in Karlsruhe.
1840: Graf Mark sitzt im Schlosspark Karlsruhe und trauert seiner Jugend – den Feldzügen unter Napoleon – nach.
1845: Gräfin Auguste ist bettlägerig geworden und wird von ihrer jungen Gesellschafterin gepflegt. Graf Mark nähert sich der Gesellschafterin und verspricht dem jungen Fräulein unter vier Augen für die Zeit nach dem absehbaren Ableben der Gräfin die Ehe.
1858: Auguste ist verstorben. Mark zieht sich mit seiner jungen Frau nach Konstanz zurück. Der Herr Graf interessiert sich für die Soubretten am Stadttheater.

## Rezeption
Staitscheva schreibt, Marks starke Liebe zu Auguste verhilft dem Verwundeten zur Rückkehr aus Russland. Sobald aber Mark den Grafentitel trägt, also sein Ziel erreicht hat, erlischt seine Liebe zur Gräfin.

## Buchausgaben
- Ricarda Huch: Graf Mark und die Prinzessin von Nassau-Usingen. Eine tragische Biographie. 35 Seiten. Deutsche Bücherei, Leipzig 1925 (verwendete Ausgabe)

## Anmerkung
1. ↑  Augustes Mutter ist  Luise von Waldeck (* 29. Januar 1751 in Arolsen; † 17. November 1816 in Frankfurt am Main)